# Enicospilus paupus
Enicospilus paupus là một loài tò vò trong họ Ichneumonidae.